# Andrej Fišan
Andrej Fišan (* 8. ledna 1985, Myjava) je slovenský fotbalový brankář, od září 2013 působící v MFK Skalica. Mimo Slovensko působil v Česku. Jeho otcem je Stanislav Fišan, bývalý fotbalový brankář.

## Klubová kariéra
Svoji fotbalovou začal v FK Senica, kde prošel všemi mládežnickými kategoriemi. Později se propracoval do prvního týmu. Před sezonou 2003/04 přestoupil do TJ Spartak Myjava, odkud se po roce vrátil zpět do Senice. V srpnu 2005 se stal hráčem ŠK Eldus Močenok. V létě 2007 zamířil do FK ŠVS Bradlan Brezová pod Bradlom. V zimním přestupovém období ročníku 2008/09 se vrátil podruhé do Senice. Za tým hrál 4. ligu a poté, co se klub v létě 2009 spojil s FK Inter Bratislava, si za tým zahrál v nejvyšší soutěži. Po dvou letech v klubu skončil a na jaře 2011 byl bez angažmá. Nové působiště si našel v červenci 2011, kdy se upsal českému klubu FK Spartak MAS Sezimovo Ústí (nyní FC MAS Táborsko). Před sezonou 2013/14 se vrátil na Slovensko, konkrétně do týmu tehdejšího nováčka DAC 1904 Dunajská Streda (dnes FC DAC 1904 Dunajská Streda). V září 2013 odešel na hostování do MFK Skalica. Týmu na jaře 2014 pomohl k postupu do 2. ligy a v létě 2014 do mužstva přestoupil. V ročníku 2014/15 postoupil s týmem do nejvyšší soutěže.